# Керненрід
Керненрід (нім. Kernenried) — громада  в Швейцарії в кантоні Берн, адміністративний округ Емменталь.

## Географія
Громада розташована на відстані близько 16 км на північний схід від Берна.
Керненрід має площу 3,3 км², з яких на 14,5% дозволяється будівництво (житлове та будівництво доріг), 60,5% використовуються в сільськогосподарських цілях, 23,8% зайнято лісами, 1,2% не є продуктивними (річки, льодовики або гори).

## Демографія
2019 року в громаді мешкало 560 осіб (+26,4% порівняно з 2010 роком), іноземців було 4,3%. Густота населення становила 168 осіб/км².
За віковим діапазоном населення розподілялося таким чином: 20% — особи молодші 20 років, 60,2% — особи у віці 20—64 років, 19,8% — особи у віці 65 років та старші. Було 231 помешкань (у середньому 2,4 особи в помешканні).
Із загальної кількості 122 працюючих 25 було зайнятих в первинному секторі, 27 — в обробній промисловості, 70 — в галузі послуг.